# Абуладзе Етері Бараталівна
Етері Бараталівна Абуладзе (1926, село Вашловані Хулойського району, тепер Хулойський муніципалітет, Аджарія, Грузія — ?) — грузинська радянська діячка, директор Хулойського жіночого педагогічного училища Аджарської АРСР. Депутат Верховної ради СРСР 4-го скликання.

## Життєпис
Народилася в селянській родині.
У 1944—1948 роках — студентка Батумського державного педагогічного інституту.
З 1948 року — директор Хулойського жіночого педагогічного училища Аджарської АРСР.
Член ВКП(б) з 1950 року.
Подальша доля невідома.